# Sykámino
Sykámino (Sykamino) är en ort i Grekland.   Den ligger i prefekturen Nomarchía Anatolikís Attikís och regionen Attika, i den sydöstra delen av landet, 40 km norr om huvudstaden Aten. Sykámino ligger 28 meter över havet och antalet invånare är 910.
Terrängen runt Sykámino är kuperad åt sydost, men åt nordväst är den platt. Havet är nära Sykámino åt nordost. Runt Sykámino är det ganska tätbefolkat, med 144 invånare per kvadratkilometer. Närmaste större samhälle är Avlónas, 6,4 km sydväst om Sykámino. Trakten runt Sykámino består till största delen av jordbruksmark.